# 박재홍 (교수)
박재홍 (1955년~,朴宰弘)은 국민대학교 행정대학원 겸임교수이자 정치인이다. 1955년 파주에서 태어나 금촌초등학교를 졸업하였다. 중학교와 고등학교를 검정고시로 마친 뒤, 한국방송
대학에서 국문학을 전공하였으며 '고객지향적인 지방행정 시스템 연구' 및 '한국지방정부 시민참여제도의
실효성에 관한 연구'로 국민대학교에서 행정학 석사와 박사학위를 취득하였다. 
1975년 파주시청에서 처음 공직을 시작하여 34년간 줄곧 파주시청에 근무하면서 시민과장, 문화체육과장,광탄면장, 총무과장, 기획예산과장과 의회사 국장, 환경관리국장, 기획재정국장을 역임하여
풍부한 행정 경험과 정책이론을 접목하여 파주시를 선진도시로 만드는데 이바지하였다.
전국 지영정책포럼 회장, 행정자치부 혁신연구위원, 경기도 공무원교육원, 교원연수원등에서 초빙교수,신한대학교 겸임교수, 국정관리 전략연구소 연구원으로 활동하였으며 현재는(사)한국예술문화단체 총 연합회 파주시 회장, DMZ포럼대표, 국민대학교 행정대학원 겸임교수, 신한대학교 겸임교수, 국민대 국정관리연구소 책임 연구위원으로 활동중이다. 지역에서는 금촌 초등학교 총동문회장을 맡았다.
1999년 해동문학 평론부문 신인상 수상으로 등단하여 한국문인협회 평론분과위원으로 활동 중이며 1997년부터 공직자 문학회를 결성하여 공직자들의 문장능력향상과 정서 함양에 기여하였다.
저서로는 지방자치 현장 기록 '초코파이와 새우깡', '시민참여와 지방자치 경영혁신', '박재홍 에세이집 한장굴 고모이야기', '명품도시 만들기' 가 있다.
2018년 2월 공식적으로 파주시의회에서 파주시장 출마를 선언하고 4월 자유한국당 파주시장 후보가 되었다.